# Tiro ai Giochi della IV Olimpiade - Fossa olimpica a squadre
La competizione della Fossa olimpica a squadre di tiro a volo ai Giochi della IV Olimpiade si tenne dall'8 all'11 luglio 1908 al Uxendon Shooting School Club a Brent - Londra.

## Risultati
| Pos.    | Nazioni     | Atleti                           | Punti    | Punti        | Punti   | Punti       | Punti  |
| Pos.    | Nazioni     | Atleti                           | In piedi | In Ginocchio | A terra | Tot. Indiv. | Totali |
| ------- | ----------- | -------------------------------- | -------- | ------------ | ------- | ----------- | ------ |
| Oro     | Regno Unito | Alexander Maunder                | 25       | 18           | 40      | 83          | 407    |
| Oro     | Regno Unito | James Pike                       | 23       | 22           | 32      | 77          | 407    |
| Oro     | Regno Unito | Charles Palmer                   | 25       | 12           | 34      | 71          | 407    |
| Oro     | Regno Unito | John Postans                     | 16       | 14           | 31      | 61          | 407    |
| Oro     | Regno Unito | Frank Moore                      | 22       | 15           | 23      | 60          | 407    |
| Oro     | Regno Unito | Peter Easte                      | 16       | 15           | 24      | 55          | 407    |
| Argento | Canada      | Walter Ewing                     | 24       | 19           | 38      | 81          | 405    |
| Argento | Canada      | George Beattie                   | 20       | 18           | 35      | 73          | 405    |
| Argento | Canada      | Arthur Westover                  | 22       | 15           | 35      | 72          | 405    |
| Argento | Canada      | Mylie Fletcher                   | 18       | 13           | 34      | 65          | 405    |
| Argento | Canada      | George Vivian                    | 18       | 12           | 28      | 58          | 405    |
| Argento | Canada      | David McMackon                   | 12       | 18           | 26      | 56          | 405    |
| Bronzo  | Regno Unito | George Whitaker                  | 15       | 18           | 37      | 70          | 372    |
| Bronzo  | Regno Unito | Gerald Skinner                   | 17       | 16           | 30      | 63          | 372    |
| Bronzo  | Regno Unito | John Butt                        | 19       | 12           | 31      | 62          | 372    |
| Bronzo  | Regno Unito | William Morris                   | 18       | 12           | 32      | 62          | 372    |
| Bronzo  | Regno Unito | Harold Creasey                   | 20       | 14           | 25      | 59          | 372    |
| Bronzo  | Regno Unito | Richard Hutton                   | 17       | 12           | 27      | 56          | 372    |
| 4       | Paesi Bassi | John Wilson                      | ND       | ND           | ND      | 34          | 174    |
| 4       | Paesi Bassi | Franciscus van Voorst tot Voorst | ND       | ND           | ND      | 34          | 174    |
| 4       | Paesi Bassi | Cornelis Viruly                  | ND       | ND           | ND      | 28          | 174    |
| 4       | Paesi Bassi | Eduardus van Voorst tot Voorst   | ND       | ND           | ND      | 28          | 174    |
| 4       | Paesi Bassi | Rudolph van Pallandt             | ND       | ND           | ND      | 26          | 174    |
| 4       | Paesi Bassi | Reindert de Favauge              | ND       | ND           | ND      | 24          | 174    |